# Sietas Typ 155
Der Typ 155 ist ein Containerschiffstyp der Sietas-Werft in Hamburg-Neuenfelde. Von August 1996 bis November 1997 wurden fünf Einheiten dieser Baureihe gefertigt, davon zwei Schiffe des Untertyps 155a und drei des Untertyps 155b. 

## Geschichte

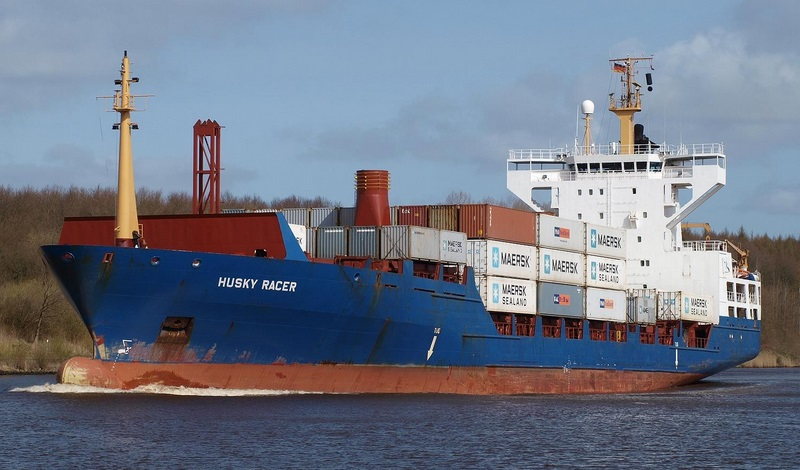
Die Husky Racer mit demontierten Ladekränen im Nord-Ostsee-Kanal

Die in Jork ansässige Korrespondentreederei Harry Bröhan erteilte der Sietas-Werft im Herbst 1993 den Bauauftrag für zwei mit Ladekränen ausgerüstete Mehrzweck-Containerschiffe, deren Eigner die Partenreedereien MS „Osnabrück“ GmbH & Co. KG und MS „Münster“ GmbH & Co. KG waren. Die Fertigung der Sektionen für die zwei Neubauten begann im Juni 1994. Bereits vor Kiellegung wurden beide Schiffe für drei Jahre an die Hamburger Reederei Deco-Line Peter Determann KG verchartert, die 1995 einen Liniendienst nach Westafrika eingerichtet hatte und die Schiffe im Herbst 1996 erhalten sollte. Weil die Sietas-Werft zu dieser Zeit ausgelastet war, lagerte sie den Bau des Typschiffs Osnabrück auf die Norderwerft aus, die damals zur Sietas-Gruppe gehörte und letztmals 1980 einen eigenen Neubau abgeliefert hatte. Die Kiellegung der Osnabrück fand am 26. August 1996 im Dock 1 der Norderwerft statt, ihr Aufschwimmen am 19. Oktober. Das Schiff wurde am 26. Oktober 1996 von Christa Fip, der Ehefrau des damaligen Osnabrücker Oberbürgermeisters Hans-Jürgen Fip, getauft. Deco-Line setzte die Osnabrück ab dem 11. November 1996 im Liniendienst zwischen Hamburg und Abidjan (Elfenbeinküste) ein, wobei sie üblicherweise Felixstowe (Großbritannien), Antwerpen (Belgien) und Dakar (Senegal) anlief, auf der Rückreise auch Amsterdam (Niederlande).
Die vier anderen Einheiten des Typs 155 entstanden auf der Sietas-Werft. Allerdings konnten die Schiffe dort nicht komplett montiert werden, weil sie sonst nicht durch die damals nur 22 Meter breite Durchfahrt des Estesperrwerks gepasst hätten. Die Doppelhüllenschiffe wurden daher mit bereits geschlossener Innenhülle, aber mittschiffs noch fehlender Außenhülle, zur Norderwerft geschleppt, wo ihre Komplettierung erfolgte. Das zweite Schiff des Untertyps 155a, die Münster, traf am 23. November 1996 zur Fertigstellung auf der Norderwerft ein. Sie wurde am 14. Dezember von der Münsteraner Oberbürgermeisterin Marion Tüns getauft und ab dem 19. Dezember 1996 zusammen mit der Osnabrück im Liniendienst nach Westafrika eingesetzt. Im Sommer 1998 wurden beide Schiffe der neu gegründeten West-Afrika Linien-Dienste GmbH & Co. KG überstellt, wo sie bis 2001 als Ubangi und Ulanga liefen. Nach getrennten Vercharterungen an MSC beziehungsweise APL kamen sie unter ihren ursprünglichen Namen als Feederschiffe in Südostasien zum Einsatz. Im Jahr 2012 kaufte eine indonesische Reederei die Osnabrück und benannte sie in Meratus Batam um. Die Münster wurde im März 2014 in Chittagong (Bangladesch) verschrottet.
Die ersten zwei Schiffe des Untertyps 155b, Husky Runner und Husky Racer, gab die in Hamburg ansässige Quadrant Bereederungs GmbH als Vertragsreederei für die Dr. Peters Group in Auftrag. Beide Schiffe wurden zunächst an die dänische Mærsk Line verchartert und im Frühjahr 1997 ohne Ladekräne als Maersk Helsinki und Maersk Paranagua abgeliefert. Von November 1997 bis August 1998 kam die Husky Racer unter dem Namen Aachen gemeinsam mit den zwei Schiffen des Untertyps 155a für Deco-Line im Liniendienst nach Westafrika zum Einsatz und erhielt hierzu nachträglich Ladekräne. Anschließend wurde das Schiff erneut, zunächst zeitweise und ab März 2000 langfristig, an Mærsk Line verchartert, wo es bis Anfang 2004 als Maersk Jarry und danach bis März 2009 als Maersk Rijeka lief. Das dritte Schiff des Untertyps 155b, die Herm Kiepe, bestellte die Reederei Kiepe-Schepers KG aus Haren/Ems. Der Eigner des Schiffs war die Schepers Global Containerschiff KG. Die Herm Kiepe wurde am 14. Dezember 1997 abgeliefert und einen Tag später in Dienst gestellt.
Die in Drochtersen ansässige Reederei Patjens erwarb im Jahr 2011 zunächst die Husky Runner sowie 2013 auch die beiden anderen Schiffe des Untertyps 155b. Sie erhielten danach die Namen Renate P, Barbara P und Leonie P.

## Technik
Die in Sektionsbauweise gefertigten Doppelhüllenschiffe sind 139,05 Meter lang und 23,90 Meter breit. Sie besitzen vier kastenförmige Laderäume mit Lukendeckeln. Mit Ausnahme der Husky Runner verfügen die Schiffe über je zwei Ladekräne mit einer maximalen Traglast von 45 t. Alle fünf Einheiten werden von einem 10.000 kW leistenden Schiffsdieselmotor des Typs MaK 8M 601C angetrieben, der über ein Untersetzungsgetriebe auf einen Verstellpropeller wirkt. Für An- und Ablegemanöver besitzen sie ein elektrisch angetriebenes Bugstrahlruder mit 750 kW Leistung. An Bord befinden sich drei Dieselgeneratoren und ein Wellengenerator zur Stromerzeugung. Zusätzlich wurde ein Notgenerator verbaut.

### Typ 155a
Die zwei Schiffe des Untertyps 155a haben eine Tragfähigkeit von 13.402 dwt und besitzen in den Laderäumen ein Zwischendeck mit Pontondeckeln. Der Bereich unterhalb des Zwischendecks ist zum Transport von Stückgut vorgesehen. Die Schiffe können bis zu 910 20-Fuß-Standardcontainer (TEU) oder alternativ bis zu 445 40-Fuß-Container (FEU) transportieren. Zudem ist eine Beförderung von Containern mit Sondermaßen (30- und 45-Fuß) möglich. Bei einem Durchschnittsgewicht von 14 t je Container dürfen aus Stabilitätsgründen maximal 700 TEU geladen werden. An Bord befinden sich Anschlüsse für 174 Kühlcontainer. Der Typ 155a ist für Fahrten in eisfreien Gewässern beziehungsweise für sehr leichte Eisverhältnisse klassifiziert worden (Eisklasse E).

### Typ 155b
Der Untertyp 155b hat einen verstärkten Rumpf und ist für Eisdicken von bis zu 80 Zentimeter ausgelegt (Eisklasse E3). Die ohne Ladekräne abgelieferte Husky Runner besitzt eine Tragfähigkeit von 13.455 dwt, die Husky Racer von 13.273 dwt. Beide Schiffe verfügen über eine Containerkapazität von jeweils  942 TEU. Die Herm Kiepe besitzt eine Tragfähigkeit von 13.059 dwt und einen Rauminhalt von 17.372 m³. Sie ist teilweise mit Cellguides ausgerüstet worden und hat eine Kapazität von 977 TEU beziehungsweise von 450 FEU plus 76 TEU. Die Schiffe des Untertyps 155b sind zum Transport von Containern mit Sondermaßen (30- und 45-Fuß) geeignet. An Bord befinden sich Anschlüsse für 210 Kühlcontainer.

## Die Schiffe
| Sietas Typ 155 | Sietas Typ 155 | Sietas Typ 155 | Sietas Typ 155                    | Sietas Typ 155                      | Sietas Typ 155 |
| Bauname        | Bau- nummer    | IMO- Nummer    | Kiellegung Stapellauf Ablieferung | Auftraggeber                        | Umbenennungen und Verbleib |
| -------------- | -------------- | -------------- | --------------------------------- | ----------------------------------- | --- |
| Osnabrück      | 1116           | 9131814        | 26.08.1996 19.10.1996 08.11.1996  | KR Harry Bröhan GbR, Jork           | 7/1998 Ubangi → 12/2001 Osnabrück → 7/2003 ANL Progress → 5/2005 Osnabrück → 5/2012 Meratus Batam, so 2024 in Fahrt |
| Münster        | 1095           | 9131802        | - 09.11.1996 18.12.1996           | KR Harry Bröhan GbR, Jork           | 8/1998 Ulanga → 12/2001 MSC Carribbean → 12/2002 Münster, im März 2014 zur Verschrottung in Chittagong (Bangladesch) eingetroffen                                                                                          |
| Husky Runner   | 1135           | 9144718        | - 09.12.1996 28.01.1997           | Quadrant Bereederungs GmbH, Hamburg | abgeliefert als Maersk Helsinki → 2/2002 Husky Runner → 9/2011 Renate P → 9/2021 Jona Sophie, so 2024 in Fahrt |
| Husky Racer    | 1136           | 9144720        | 01.11.1996 23.01.1997 01.04.1997  | Quadrant Bereederungs GmbH, Hamburg | abgeliefert als Maersk Paranagua → 11/1997 Aachen → 8/1998 Husky Racer → 12/1998 Maersk Jarry → 10/1999 Husky Racer → 3/2000 Maersk Jarry → 1/2004 Maersk Rijeka → 3/2009 Husky Racer → 2/2013 Barbara P, so 2024 in Fahrt |
| Herm Kiepe     | 1048           | 9162667        | - 05.09.1997 14.11.1997           | Kiepe-Schepers KG, Haren/Ems        | 8/2013 Leonie P → 8/2023 Lionfish, so 2024 in Fahrt |